# آی‌سی ۱۶۱۳
آی‌سی ۱۶۱۳(به انگلیسی: IC 1613) یک کهکشان نامنظم کوتوله است که در صورت فلکی قیطس (صورت فلکی) و در نزدیکی ۲۶ قیطس قرار دارد. و در سال ۱۹۰۶ و توسط ماکس ولف کشف شد